# المقايرة (ردمان)

تعديل مصدري - تعديل

المقايرة هي إحدى قرى عزلة ال عامر حوران بمديرية حوران التابعة لمحافظة البيضاء، بلغ تعداد سكانها 146 نسمة حسب تعداد اليمن لعام 2004. وتعتبر مسقط رأس مشائخ مستنير ومنها الشيخ المناضل محمد محمد المستنيري وشقيقه الشيخ المناضل أحمد محمد المستنيري ويوجد بها حصن حوران التاريخي الذي يعود بنائه الئ ماقبل ٥٠٠ عام وكذالك مجموعه من الحصون التاريخيه القديمه والمدافن القديمه